# Edadil Kadınefendi
Edadil Kadın (1845 – 1875) byla konkubína osmanského sultána Abdulazize. Byla matkou prince Mahmuda Celaleddina a princezny Emine Sultan. Díky manželství se sultánem se uzavřel mír mezi Osmanskou říší a jejím hrabstvím. 

## Život
Edadil se narodila v roce 1845 abchazskému princi Tandalu Beyovi Adredbovi a jeho manželce Aublee Hanım. Byla vzata do paláce jedním z agů pracujících v paláci. Dostala se přímo do služeb Valide Pertevniyal Sultan. Měla modré oči a dlouhé hnědé vlasy. Všiml si jí sám sultán a v roce 1861, když nastupoval na trůn se s ní oženil. Je známá také pod jménem Cülus Kadın Efendi. 
Rok po sňatku v roce 1862 porodila prince Mahmuda Celaleddina Efendiho a poté v roce 1866 princeznu Emine Sultan. Ta však zemřela ještě jako dítě. Edadil měla také bratra Aslana Beye, který žil v Kavkazu a chtěl se vydat na pouť. Na tuto pouť vzal Edadil s sebou a jakmile ji skončili, vrátila se zpět do Istanbulu. Bratr s rodinou ji pak chtěli navštívit a pluli za ní lodí na Arabský poloostrov. Bohužel zde její bratr velmi onemocněl a zemřel. Byl pohřben v zahradě mešity Tophane. Edadil byla ze smrti svého bratra zdrcená a truchlila za ním dlouhá léta.
Zemřela v roce 1875, rok před sesazením jejího manžela z trůnu a byla pohřbena nedaleko mauzolea sultána Mahmuda II.